# Galileo (tàu vũ trụ)
Galileo là một tàu thăm dò không gian robot của Mỹ đã nghiên cứu Sao Mộc, các vệ tinh của Sao Mộc, và các tiểu hành tinh Gaspra và Ida. Được đặt tên theo nhà thiên văn học người Ý Galileo Galilei, Galileo bao gồm một tàu quỹ đạo và một tàu thăm dò đầu vào. Galileo được đưa vào quỹ đạo Trái Đất vào ngày 18 tháng 10 năm 1989, bởi tàu con thoi Atlantis trong phi vụ STS-34. Galileo đến Sao Mộc vào ngày 7 tháng 12 năm 1995, sau 6 năm hành trình với các lần đi qua Sao Kim và Trái Đất để được hỗ trợ hấp dẫn. Galileo đã trở thành vệ tinh nhân tạo đầu tiên của Sao Mộc.
Phòng Thí nghiệm Sức đẩy Phản lực đã chế tạo tàu vũ trụ Galileo và quản lý dự án Galileo cho NASA. Công ty Messerschmitt-Bölkow-Blohm của Tây Đức đã cung cấp module động cơ đẩy. Trung tâm nghiên cứu Ames của NASA quản lý tàu thăm dò khí quyển do Hughes Aircraft Company chế tạo. Khi phóng, tàu quỹ đạo và tàu thăm dò cùng có khối lượng 2.562 kg (5.648 lb) và cao 6,15 m (20,2 ft).
Khi đến Sao Mộc, tàu này đã thả ra tàu thăm dò Galileo, tàu thăm dò đầu tiên đi vào Sao Mộc, đo lường tại chỗ các thông tin về khí quyển Sao Mộc. Mặc dù gặp vấn đề với ăngten, Galileo đã là tàu đầu tiên thành công trong việc bay qua tiểu hành tinh, cụ thể là 951 Gaspra, và khám phá ra vệ tinh tự nhiên của tiểu hành tinh đầu tiên, Dactyl, bay quanh 243 Ida. Năm 1994, Galileo đã quan sát sao chổi Shoemaker–Levy 9 va chạm với Sao Mộc.
Galileo đã bị phá hủy có chủ ý trong bầu khí quyển của Sao Mộc vào ngày 21 tháng 9 năm 2003. Tàu quỹ đạo tiếp theo được gửi tới Sao Mộc là Juno, đến vào ngày 5 tháng 7 năm 2016.

## Phát triển
Sao Mộc là hành tinh lớn nhất trong hệ Mặt Trời, với khối lượng gấp hơn hai lần tất cả các hành tinh khác cộng lại. Việc cân nhắc gửi một tàu thăm dò tới Sao Mộc bắt đầu từ năm 1959. Nhóm tư vấn khoa học của NASA (NASA's Scientific Advisory Group, SAG) cho sứ mệnh Outer Solar System đã xem xét các yêu cầu đối với các tàu quỹ đạo Sao Mộc và các tàu thăm dò khí quyển. SAG lưu ý rằng công nghệ chế tạo tấm chắn nhiệt cho tàu thăm dò khí quyển vẫn chưa tồn tại và các cơ sở để thử nghiệm một tàu trong các điều kiện tìm thấy trên Sao Mộc vẫn chưa khả dụng cho đến năm 1980. Ban quản lý NASA đã chỉ định Phòng Thí nghiệm Sức đẩy Phản lực (JPL) với tư cách là trung tâm chính cho dự án Tàu thăm dò quỹ đạo Sao Mộc (Jupiter Orbiter Probe, JOP). JOP là tàu vũ trụ thứ năm đến thăm Sao Mộc, nhưng lại là tàu đầu tiên quay quanh hành tinh này và tàu thăm dò khí quyển sẽ là tàu thăm dò đầu tiên đi vào bầu khí quyển của Sao Mộc.

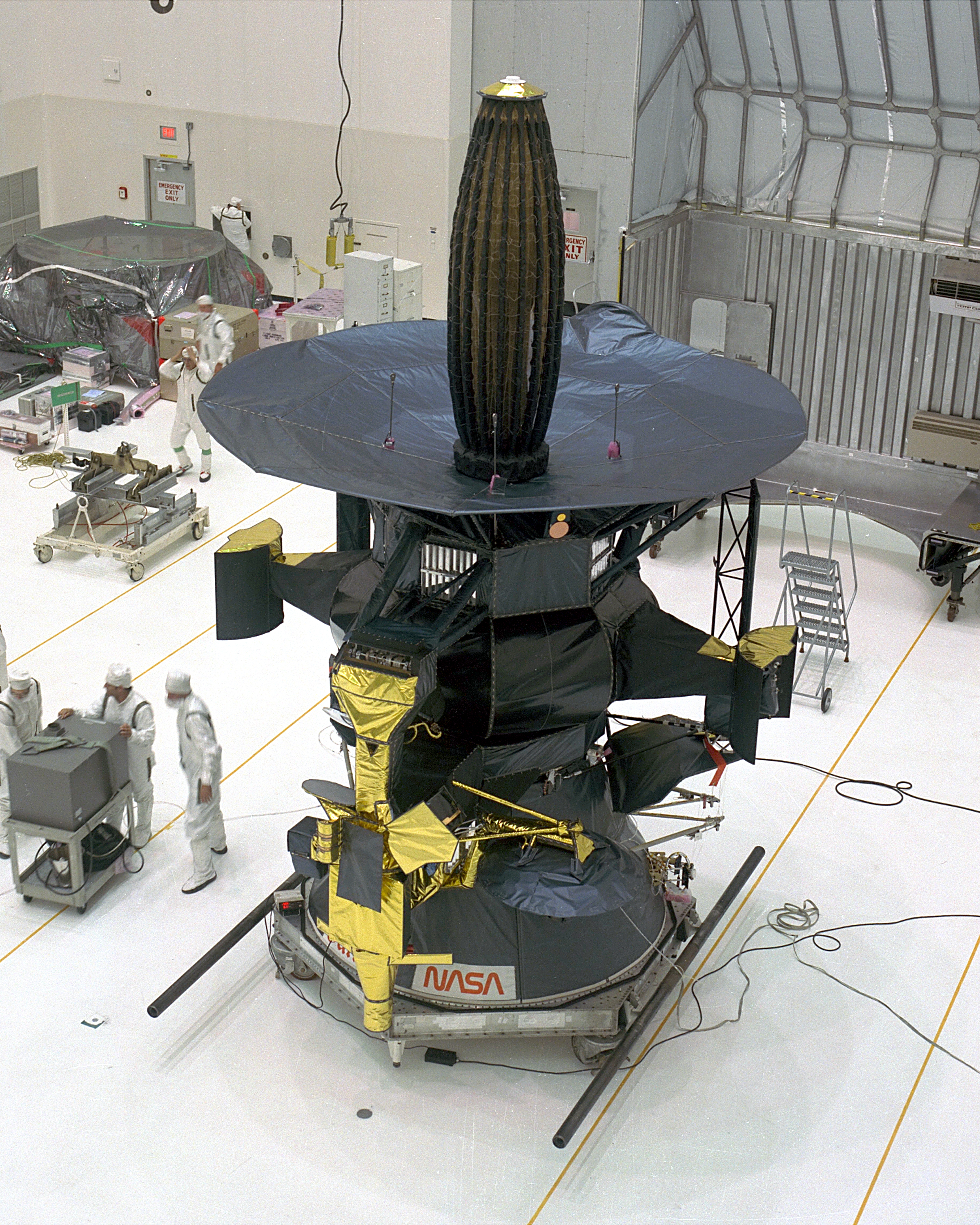
Trong Vertical Processing Facility (VPF), Galileo được chuẩn bị để phối hợp với bộ tăng cường Inertial Upper Stage.

Một quyết định quan trọng được đưa ra vào thời điểm này là sử dụng tàu vũ trụ thuộc chương trình Mariner giống như tàu vũ trụ được sử dụng cho Voyager cho tàu quỹ đạo Sao Mộc, thay vì là Pioneer.
John R. Casani, người đứng đầu dự án Mariner và Voyager, trở thành người quản lý dự án này đầu tiên. Ông đã kêu gọi các đề xuất về một cái tên truyền cảm hứng hơn cho dự án và số phiếu bầu nhiều nhất đã thuộc về "Galileo", đặt tên theo Galileo Galilei, người đầu tiên quan sát Sao Mộc qua kính viễn vọng. Khám phá năm 1610 của ông về các vệ tinh Galileo quay quanh Sao Mộc là bằng chứng quan trọng về mô hình Copernicus của hệ Mặt Trời. Tên mới được thông qua vào tháng 2 năm 1978.
Phòng Thí nghiệm Sức đẩy Phản lực đã chế tạo tàu vũ trụ Galileo và quản lý dự án Galileo cho NASA. Công ty Messerschmitt-Bölkow-Blohm của Tây Đức đã cung cấp module động cơ đẩy. Trung tâm nghiên cứu Ames của NASA quản lý tàu thăm dò khí quyển do Hughes Aircraft Company chế tạo. Khi phóng, tàu quỹ đạo và tàu thăm dò cùng có khối lượng 2.562 kg (5.648 lb) và cao 6,15 m (20,2 ft). Tất cả các bộ phận và phụ tùng của tàu vũ trụ đã trải qua tối thiểu 2.000 giờ thử nghiệm. Tàu vũ trụ dự kiến sẽ tồn tại trong ít nhất 5 năm - đủ lâu để đến Sao Mộc và thực hiện sứ mệnh này.
Vào ngày 19 tháng 12 năm 1985, nó rời JPL ở Pasadena, California, trong chặng đầu tiên của hành trình, một chuyến đi đường bộ đến Trung tâm Vũ trụ Kennedy ở Florida. Do thảm họa tàu con thoi Challenger, nó đã không được phóng vào tháng 5. Nhiệm vụ được lên lịch lại vào ngày 12 tháng 10 năm 1989. Tàu vũ trụ Galileo sẽ được phóng bởi sứ mệnh STS-34 trong Tàu con thoi Atlantis. Khi ngày phóng Galileo đến gần, các nhóm chống hạt nhân lo ngại về những gì họ cho là rủi ro không thể chấp nhận được đối với sự an toàn của công chúng từ plutoni trong các máy phát nhiệt điện đồng vị phóng xạ (RTG) và các module General Purpose Heat Source (GPHS) của Galileo, đã tìm kiếm lệnh cấm của tòa án để cấm phóng Galileo. RTG là cần thiết cho các tàu thăm dò không gian sâu vì chúng phải bay xa Mặt Trời khiến việc sử dụng năng lượng Mặt Trời trở nên không thực tế.
Việc phóng bị trì hoãn thêm hai lần nữa: do bộ điều khiển động cơ chính bị lỗi nên buộc phải hoãn đến ngày 17 tháng 10, và sau đó là do thời tiết khắc nghiệt nên phải hoãn tiếp sang ngày hôm sau, nhưng điều này không đáng lo ngại vì thời hạn phóng đã được kéo dài cho đến ngày 21 tháng 11. Atlantis cuối cùng cũng cất cánh lúc 16:53:40 UTC ngày 18 tháng 10, và đi vào quỹ đạo dài 343 kilômét (213 mi). Galileo đã được triển khai thành công vào lúc 00:15 UTC ngày 19 tháng 10. Sau vụ cháy IUS, tàu vũ trụ Galileo đã áp dụng cấu hình của nó cho chuyến bay một mình và tách khỏi IUS lúc 01:06:53 UTC ngày 19 tháng 10. Vụ phóng diễn ra hoàn hảo, và Galileo đã sớm hướng tới Sao Kim với tốc độ hơn 14.000 km/h (9.000 mph). Atlantis trở về Trái Đất an toàn vào ngày 23 tháng 10.

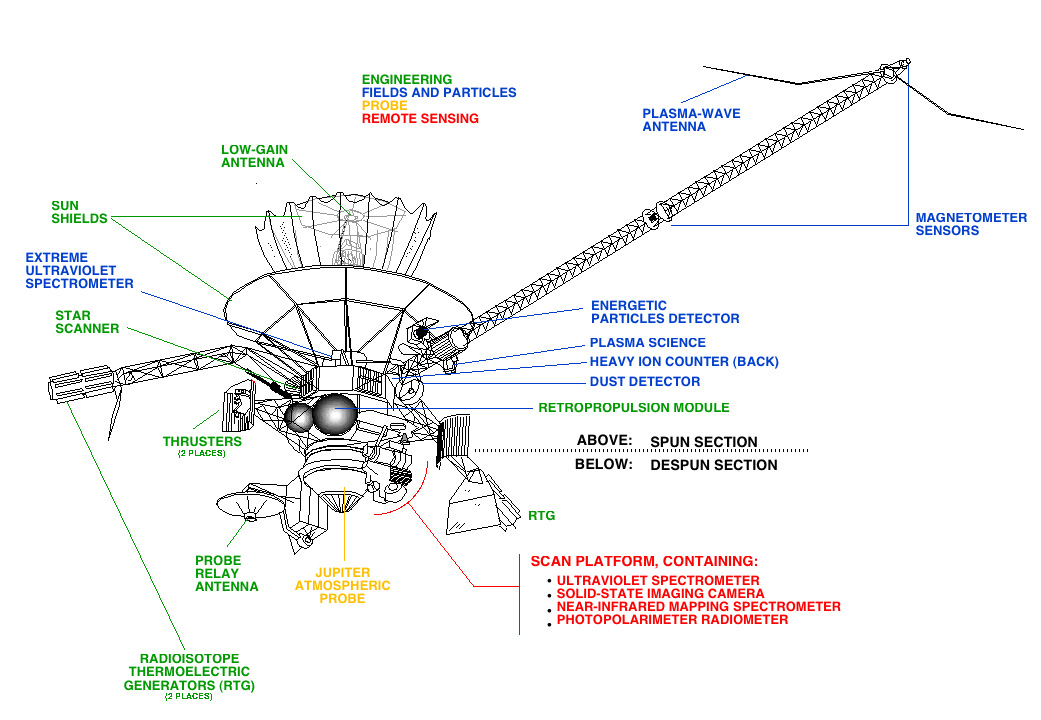
Các bộ phận chính của Galileo.

## Lực đẩy

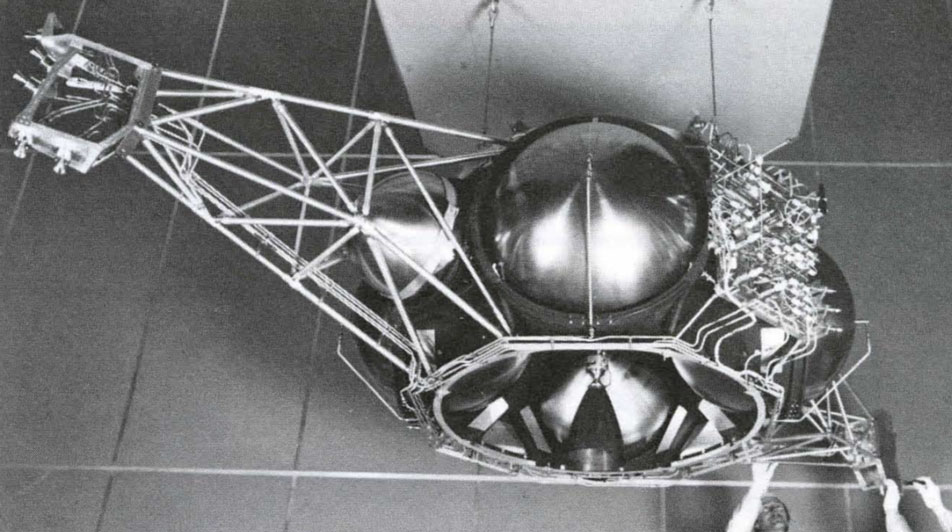
Module đẩy.

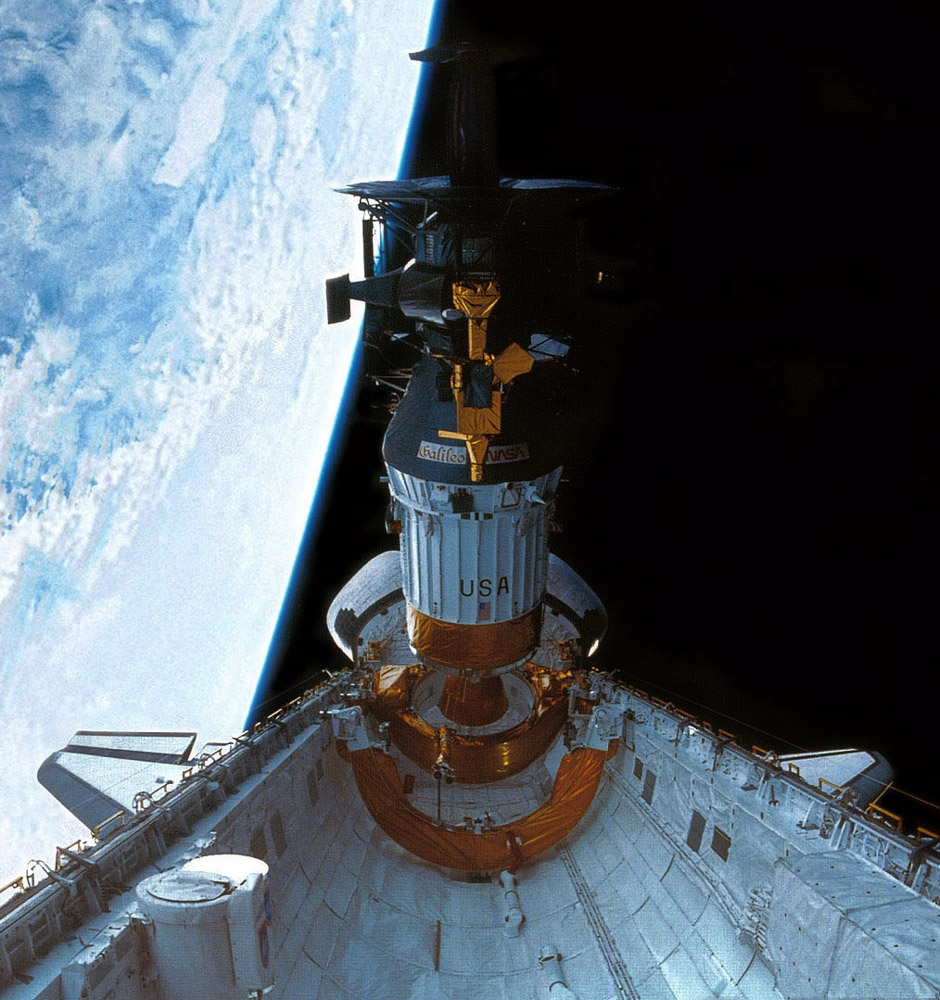
Galileo và Inertial Upper Stage chuẩn bị được lắp vào tàu con thoi Space Shuttle Atlantis trong phi vụ STS-34.

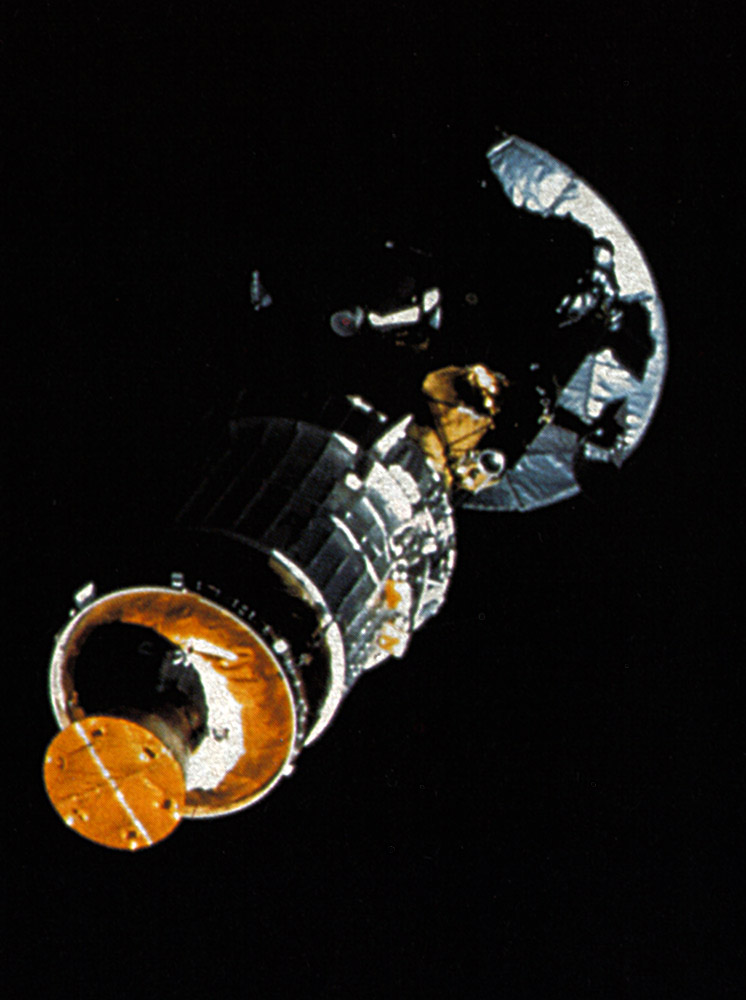
Galileo và Inertial Upper Stage trong không gian.

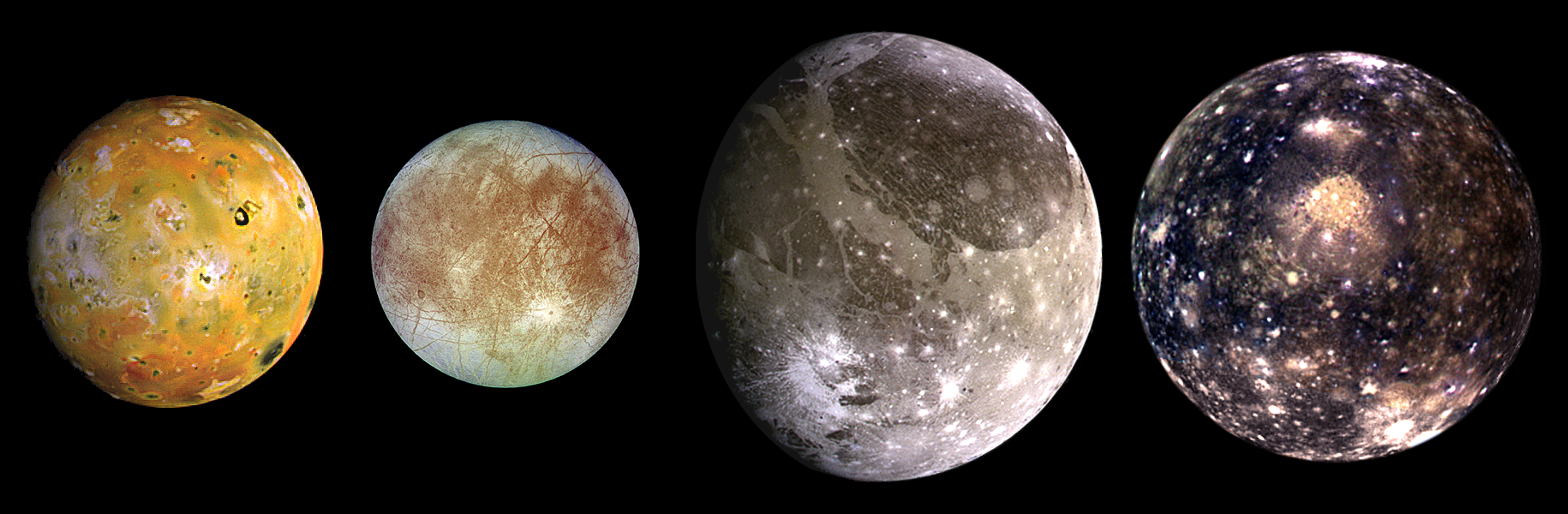
Bốn vệ tinh lớn nhất của Sao Mộc chụp bởi Galileo.

Hệ thống lực đẩy bao gồm một động cơ chính 400 N (90 lbf) và 12 máy đẩy 10 N (2,2 lbf), cùng với nhiên liệu đẩy, thùng chứa và bình điều áp, và hệ thống ống nước có liên quan. Nhiên liệu cho hệ thống là 925 kg (2.039 lb) monomethylhydrazin và dinitơ tetroxide. Hai bể riêng biệt chứa thêm 7 kg (15 lb) chất tạo áp suất heli. Hệ thống lực đẩy được phát triển và chế tạo bởi Messerschmitt-Bölkow-Blohm và được cung cấp bởi Tây Đức, đối tác quốc tế lớn trong dự án Galileo.